# Powiat skierniewicki
Powiat skierniewicki – powiat w Polsce (w północno-wschodniej części województwa łódzkiego), utworzony w 1999 roku w ramach reformy administracyjnej. Jego siedzibą jest miasto Skierniewice (stanowiące odrębny powiat). Jest jedynym powiatem województwa łódzkiego który nie posiada flagi.
Znajduje się wśród 21 powiatów ziemskich województwa łódzkiego na miejscach:
- Powierzchnia – 14. miejsce
- Ludność – 20. miejsce
- Gęstość zaludnienia – 20. miejsce
- Urbanizacja – 21. miejsce

## Podział administracyjny
- gminy miejsko-wiejskie: Bolimów
- gminy wiejskie: Głuchów, Godzianów, Kowiesy, Lipce Reymontowskie, Maków, Nowy Kawęczyn, Skierniewice, Słupia.
- miasta: Bolimów (od 2022r)

## Demografia

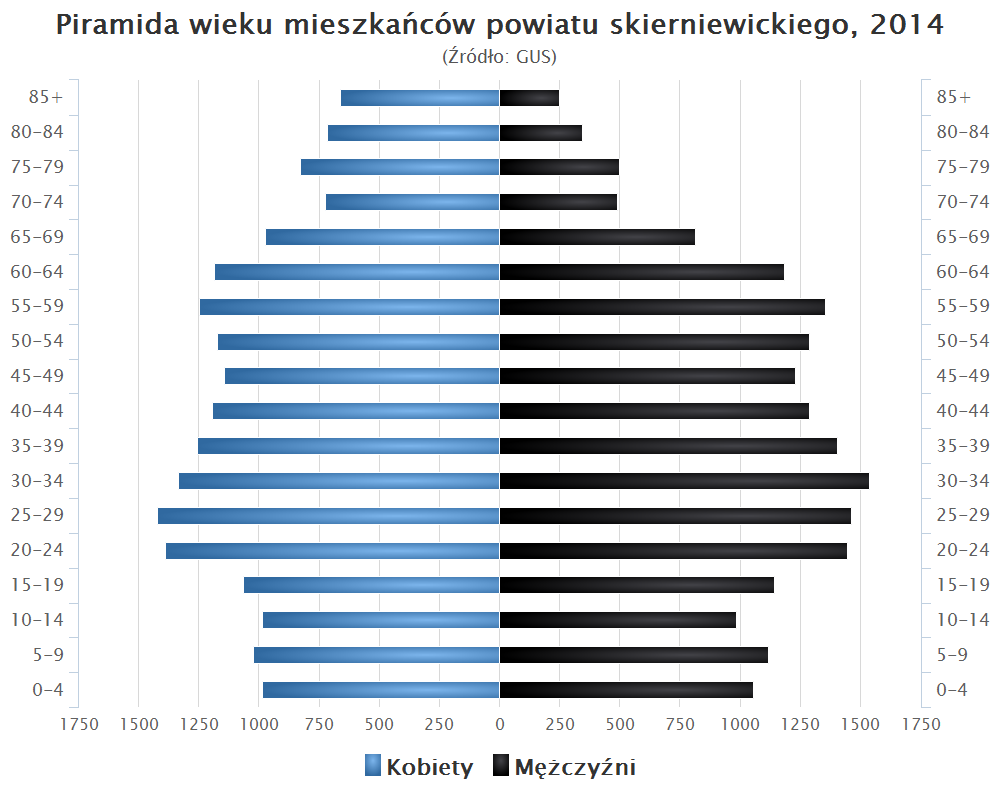
Piramida wieku mieszkańców powiatu skierniewickiego

Liczba ludności (dane z 31 grudnia 2023):
|        | Ogółem | Ogółem | Kobiety | Kobiety | Mężczyźni | Mężczyźni |
| osób   | %      | osób   | %       | osób    | %         |           |
| ------ | ------ | ------ | ------- | ------- | --------- | --------- |
| Ogółem | 37 787 | 100    | 18 989  | 50,25   | 18 798    | 49,75     |
| Miasto | 900    | 2,38   | 434     | 1,15    | 466       | 1,23      |
| Wieś   | 36 887 | 97,62  | 18 555  | 49,10   | 18 332    | 48,51     |

▶Wieś vs ▶miasto
Ogółem (▶k, ▶m)
Miasto (▶k, ▶m)
Wieś (▶k, ▶m)

## Starostowie skierniewiccy
Na podstawie źródła:
- Jerzy Stankiewicz (1 stycznia 1999 – 18 października 2004)
- Marian Stasik (18 października 2004 – 27 listopada 2006)
- Józef Dzierzbiński (27 listopada 2006 – 1 grudnia 2010)
- Mirosław Jacęty Belina (1 grudnia 2010 – nadal)

## Sąsiednie powiaty
woj. łódzkie:
- brzeziński
- łowickim
- rawskim
- Skierniewice
- tomaszowskim

woj. mazowieckie:
- sochaczewski
- żyrardowski